# Ideoblothrus paraensis
Ideoblothrus paraensis (Mahnert, 1985) es una especie de arácnido del orden Pseudoscorpionida de la familia Syarinidae. El macho se distingue por tener una quela de entre 0.58–0.66 mm.

## Distribución geográfica
Se encuentra en Paricatuba, Benevides, Pará, Brasil.